# Annino
Annino (ros. Аннино) – stacja moskiewskiego metra linii Sierpuchowsko-Timiriaziewskiej (kod 163). Przez rok pełniła funkcję stacji końcowej linii. W otwarciu stacji brali udział prezydent Putin i mer Moskwy Łużkow. Wyjścia prowadzą na Szosę Warszawskoje.

## Konstrukcja i wystrój
Jednopoziomowa, jednonawowa stacja metra z jednym peronem. Ściany nad torami pokryto szarym marmurem. Podłogi wyłożono szarym i czarnym granitem. W kasetonach w żelbetowym stropie ukryto oświetlenie. Stacja posiada dwa westybule, w użyciu jest tylko północny, południowy, ze względów na rozmiary, może służyć jedynie jako wyjście.